# Bart po setmění
Bart po setmění (v anglickém originále Bart After Dark) je 5. díl 8. řady (celkem 158.) amerického animovaného seriálu Simpsonovi. Scénář napsal Richard Appel a díl režíroval Dominic Polcino. V USA měl premiéru dne 24. listopadu 1996 na stanici Fox Broadcasting Company a v Česku byl poprvé vysílán 22. prosince 1998 na stanici ČT1.

## Děj
Ropný tanker najede na mělčinu a na pláži Baby Seal Beach se vylijí miliony litrů ropy. Líza prosí Marge, aby pomohla známým osobnostem odstranit ropný dehet z pobřežních ptáků a mořských savců. Marge, Líza a Maggie odjedou na pláž a nechají Barta a Homera doma samotné. 
Brzy je v domě špína a nepořádek, a tak si Bart jde hrát ven s kamarády. Milhousovo letadlo na dálkové ovládání se zřítí na střechu domu v gotickém stylu. Když letadlo Bart získává zpět, nešťastnou náhodou spadne a zničí na domě kamenný chrlič. Belle, majitelka domu, chytí Barta za ucho a odvede ho domů, kde po Homerovi požaduje, aby ho potrestal za vniknutí na její pozemek. Belle vidí, že Homer má oblečenou pouze papírovou tašku na potraviny. On se nicméně brání, dokud Belle nezačne vyhrožovat, že nenapomene-li Homer Barta, ona si promluví s Marge. Bart je Homerem donucen, aby pro Belle vykonával domácí práce v jejím domě Maison Derrière. Bart brzy zjistí, že jde o burleskní dům s kabaretem, a tak svou práci dělá s nadšením a stává se pro Belle nepostradatelným. 
Marge a Líza dorazí na pláž, ale zjistí, že čištění zvířat na pláži od dehtu je úkol pouze pro celebrity. Místo toho čistí plážové kameny, avšak brzy se vydají zpět domů. 
Přestože se Homer dozví pravdu o Maison Derrière, Bartovi v práci v něm nezabrání. Ředitel Skinner dům navštíví, Barta v něm uvidí a nahlásí to Lovejoyovým a Flandersovým, kteří Homera konfrontují ohledně Bartova pracoviště. Zatímco Homer se dušuje, že nemá problém s tím, aby Bart v domě pracoval, Marge se nečekaně vrátí domů a je rozrušená, když se to dozví. 
Marge požádá Belle, aby dům zavřela, ale ta to odmítne s tím, že je to součást Springfieldu. Marge na městské schůzi na věc naléhá a ukazuje diapozitivy několika významných občanů, kteří Maison Derrière opouštějí. Posléze se Marge podaří svou kampaní přesvědčit obyvatele města, aby vytvořili dav, který dům zničí. 
Dav dorazí k domu a začne rozbíjet majetek. Homer se snaží řádění davu zastavit zpěvem muzikálového čísla za doprovodu Belle a jejích burleskních tanečnic. Obyvatelé města se ke zpěvu přidají a nechají se přesvědčit, aby dům zůstal. Marge však přijede s buldozerem, protože píseň zmeškala. Když začne zpívat píseň o svém postoji k domu, omylem uvede buldozer do chodu a zničí část Maisonu. Hluboce se za to Belle a obyvatelům města omlouvá, a aby zaplatila škodu, předvede v domě břichomluvecké vystoupení, při kterém se jí Homer vysměje a je posléze Bartem z domu vyhozen.

## Produkce
Epizodu napsal Richard Appel a režíroval ji Dominic Polcino. Appel hledal nové lokace, kam by Barta umístil, a napadlo ho, že by bylo vtipné nechat ho pracovat v burleskním domě. Problémem bylo najít způsob, jak takový dům umístit do Springfieldu, což vyřešil kousek s letadlem na dálkové ovládání. Pro burleskní dům existoval tucet různých možných názvů, z nichž některé byly chlípné.
Josh Weinstein řekl, že v Simpsonových je tolik slizkých postav, že bylo snadné najít lidi pro scény v Maison Derrière. Lze také vidět postavu vymodelovanou podle Johna Swartzweldera. Belle nebyla vymodelována podle nikoho konkrétního a byla několikrát přepracována. Namluvila ji Tress MacNeilleová.

## Kulturní odkazy
Velká část děje epizody je založena na filmu Nejlepší bordýlek v Texasu. Ropná skvrna je odkazem na tanker Exxon Valdez. Kapitán Horatio McCallister je za kormidlem vyobrazen opilý, což je odkaz na Josepha Hazelwooda, kapitána lodi Exxon Valdez, který byl obviněn z opilosti. Věta reverenda Lovejoye „Je to velmi, velmi, velmi pěkný dům“ je odkazem na píseň Crosby, Stills, Nash and Young „Our House“..

## Přijetí
V původním vysílání skončila epizoda v týdnu od 18. do 24. listopadu 1996 na 57. místě ve sledovanosti s ratingem 8,5, což odpovídá přibližně 8,2 milionu domácností. Byl to čtvrtý nejlépe hodnocený pořad na stanici Fox v tomto týdnu, hned po seriálech Akta X, Melrose Place a Beverly Hills 90210.
Ken Keeler a Alf Clausen získali za píseň „We Put the Spring in Springfield“ cenu Primetime Emmy za vynikající původní hudbu a text. Píseň byla také součástí alba Go Simpsonic with The Simpsons.